# キャサリン・パワー
キャサリン・パワー（Catherine Power、1984年11月15日 - ）は、カナダのプロレスラー。キャット・パワー（Cat Power）及びヘイリー・ロジャース（Haley Rogers）のリングネームで知られる。

## 経歴
2002年にトロントで開かれたWWE（当時WWF）のレッスルマニアX8をきっかけにプロレスラーを目指す。
2006年、トロントでヘイリー・ロジャースとしてデビュー。
2008年、SHIMMERにてアリソン・デインジャーとトライアウトマッチを経て、SHIMMER Volume 18にてアリエル戦でSHIMMERデビュー。
2010年2月8日 NCWフィメス・ファタレスデビュー。
2015年REINA女子プロレスに初来日。3月25日、華名、宮本裕向と組み、志田光、越中詩郎、ゼウスと6人タッグで対戦も敗れる。来日期間中の7月12日、朱里に敗れECCW女子王座から陥落。
2016年1月にも来日し、REINAに加えJWP、スターダムにも参戦。

## 得意技
- Cat Nap[7] (STO)
- Fujiwara armbar[1]
- Half nelson choke[1]
- Reverse STO[5]

## 獲得タイトル
- ECCW女子王座[9]
- PWX女子王座[5]